# Велимир Перасовић
Велимир Перасовић (Сплит, 9. фебруар 1965) је бивши хрватски кошаркаш, а садашњи кошаркашки тренер.

## Клупска каријера
Перасовић је рођен у Сплиту, а одрастао је у оближњем Стобречу. Кошарку је почео да игра у 14. години и 1981. је постао члан сплитске Југопластике.
Перасовић је био члан јуниорске кошаркашке репрезентације Југославије која је освојила сребрну медаљу на Европском првенству за јуниоре 1982. у Бугарској и бронзану медаљу у Шведској 1984.
Са својим клубом је освојио три титуле првака Европе (1989. и 1990. као Југопластика, а 1991. као ПОП 84). Такође је освојио четири узастопна првенства Југославије. Освојио је два Купа Југославије 1990. и 1991, а 1992. Куп Хрватске (те године његов клуб је носио име Слободна Далмација).
Перасовић је 1992. прешао у шпански клуб Бреоган и ту је провео једну сезону пре него што је прешао у Таукерамику. Са Таукерамиком је 1995. освојио шпански Куп Краља.
Године 1997. је прешао у Фуенлабраду у којој је играо до 2002, а онда је прешао у Аликанте, а коначно се повукао 2003. За време играња у Шпанији, Перасовић је пет пута био најбољи стрелац лиге, једном најбољи стрелац Купа Радивоја Кораћа, а учествовао је на неколико Ол-стар утакмица шпанске лиге.

## Репрезентација
Са репрезентацијом Југославије је освојио Светско првенство 1990. у Аргентини и Европско првенство 1991. у Италији. За репрезентацију Хрватске је играо на Олимпијским играма 1992, где је освојио сребрну медаљу, а на Европским првенствима 1993. у Немачкој и 1995. у Грчкој бронзану.

## Тренерска каријера
Након завршетка играчке каријере, постао је спортски директор КК Сплита, пре него што се вратио у Шпанију да би постао тренер Таукерамике. Са Таукерамиком је освојио Куп Краља 2006. У фебруару 2007. је завршио у болници због срчаних проблема узрокованих превеликим стресом. Једну сезону је био тренер Естудијантеса, а 2008. године вратио се у Хрватску и постао тренер Цибоне. Након што је са Цибоном освојио првенство Хрватске, 2010. преузео је турски Ефес Пилсен у којем је остао до пред крај 2011.
Крајем јануара 2012. године, Велимир Перасовић се вратио у Шпанију и постао тренер Валенсије. У сезони 2013/14. Перасовић је са Валенсијом освојио Еврокуп, а у првенству Шпаније Валенсија се пласирала у полуфинале плеј-офа. Дана 20. јануара 2015. медији су објавили информацију да је Перасовић поднео оставку на место главног тренера Валенсије "због лоших резултата у текућој сезони". Перасовића је на клупи Валенсије заменио помоћни тренер Карлес Дуран. У јуну 2015. вратио се у Шпанију, овога пута као тренер Лаборал Куће.

## Успеси

### Играчки

#### Клупски
- Сплит:
  - Куп европских шампиона (3): 1988/99, 1989/90, 1990/91.
  - Првенство Југославије (4): 1987/88, 1988/89, 1989/90, 1990/91.
  - Куп Југославије (2): 1990, 1991.
  - Куп Хрватске (1): 1992.
- Саски Басконија:
  - ФИБА Европски куп (1): 1995/96.
  - Куп Шпаније (1): 1995.

#### Појединачни
- Најбољи стрелац Првенства Шпаније (5): 1992/93, 1998/99, 1999/00, 2000/01, 2001/02.
- Најкориснији играч Купа Шпаније (1): 1995.

#### Репрезентативни
СФР Југославија
- Светско првенство:  1990.
- Европско првенство:  1991.

Хрватска
- Олимпијске игре:  1992.
- Европско првенство:  1993.
- Европско првенство:  1995.

### Тренерски

#### Клупски
- Саски Басконија:
  - Куп Шпаније (1): 2006.
  - Суперкуп Шпаније (1): 2006.
- Цибона:
  - Првенство Хрватске (2): 2008/09, 2009/10.
  - Куп Хрватске (1): 2009.
- Анадолу Ефес:
  - Суперкуп Турске (1): 2010.
- Валенсија:
  - Еврокуп (1): 2013/14.
- УНИКС:
  - ВТБ јунајтед лига (1): 2022/23.